# Avram Davidson
Avram Davidson (Yonkers, Nueva York; 23 de abril de 1923-Bremerton, Washington; 8 de mayo de 1993) fue un  escritor estadounidense de ciencia ficción y de otras obras que no pueden ser clasificadas dentro de un género determinado. Ganó un premio Hugo, tres premios mundiales de fantasía en los géneros de ciencia ficción y fantasía, un premio World Fantasy Life Achievement, y un premio Edgar en el género misterio. Davidson dirigió The Magazine of Fantasy & Science Fiction entre 1962 y 1964. Su última novela, El amo en el muro: un tratado sobre la mansión del demonio fue terminada por Grania Davis y resultó finalista del premio Nébula en 1998. The Encyclopedia of Science Fiction dice que «es quizá el autor de ciencia ficción más explícitamente literario».

## Biografía
Davidson nació en 1923 en Yonkers. Sirvió como médico naval en el Cuerpo de Marines de los Estados Unidos en el Pacífico durante la Segunda Guerra Mundial, y comenzó su carrera de escritor como estudiante del Talmud alrededor de 1950. 
Tales estudios hicieron que la conversión a la religión Tenrikyō en la década de 1970 pareciera más sorprendente. A pesar de que tenía una reputación de ser rápido para la ira cuando alguien manipulaba su trabajo o no lo comprendía, Davidson fue también muy solicitado como narrador de historias, y muy conocido entre sus amigos por su extrema generosidad.
Fue miembro del Swordsmen and Sorcerers' Guild of America, (SAGA) un grupo de autores de fantasía heroica fundado en la década de 1960, algunos de cuyas obras fueron luego incluidas en las antologías de Lin Carter Flashing Swords!.
Mientras dirigía The Magazine of Fantasy & Science Fiction vivió en México y después en Honduras Británica (ahora rebautizada como Belice). Vivió en 1970 en un distrito rural de Novato, al norte del Condado de Marin, en California, pero luego se mudó más cerca de San Francisco, a una vieja casa en Sausalito donde pasó buena parte de 1971 y 1972, y donde recibía afectuosamente a amigos y aficionados. En sus últimos años vivió en el estado de Washington, incluyendo una corta estadía en el hogar de veteranos de Bremerton. Murió en su diminuto departamento de Bremerton el 8 de mayo de 1993, a los 70 años de edad. El servicio fúnebre se efectuó en el Parque Gasworks de Seattle. 
Lo sobrevivieron su hijo Ethan y su exesposa Grania Davis, quienes continuaron editando y publicando sus obras inéditas.

## Ficción y artículos
Davidson escribió varias historias para revistas de ciencia ficción desde la década de 1950, luego de publicar su primer cuento en Commentary y otras revistas intelectuales judías.
Fue un fanático activo de la ciencia ficción desde su adolescencia. Sus trabajos más conocidos son posiblemente sus novelas sobre Vergil Magus, un mago que la leyenda medieval atribuye al poeta romano Virgilio y por otro lado las novelas Peregrino, una visión cómica de Europa poco después de la caída de Roma, los cuentos sobre Jack Limekiller, un canadiense que vive en un país centroamericano parecido a Belice durante la década de 1960, o las historias sobre el Dr. Eszterhazy, una especie de erudito mayor aún que Sherlock Holmes que vive en la mítica Escitia-Panonia-Transbalcania un menguante cuarto imperio europeo.
Menos conocidas y no oganizadas durante su vida son sus historias de misterio, que fueron reunidas después de su muerte en Las investigaciones de Avram Davidson. Estas obras tienen a menudo un contexto histórico, e intrincados argumentos. Además Davidson escribió dos obras de misterio de Ellery Queen, «Y al octavo día» y «El cuarto lado del triángulo» y una colección de crimen, «Crimen y caos».
Otras obras destacables son sus colaboraciones. En «Joyleg», escrito en colaboración con Ward Moore, un veterano de la guerra de Secesión (y de la Rebelión del whiskey) es encontrado vivo y gozando de buena salud en una región apartada de Tennessee, habiendo sobrevivido siglos con compresas diarias de whisky de, su propia creación para hacer frente con humor al mundo de la década de 1960. En Marco Polo y la bella durmiente, escrito con Grania Davis, al trasfondo de los viajes de Marco Polo por el imperio mogol  se le superpone una historia original. Luego de la muerte de Davidson, Grania Davis completó «El amo del muro», una claustrofóbica novela de horror que tiene poco en común con la obra de cualquier otro escritor.
Davidson también escribió decenas de relatos cortos que desafían la clasificación, y los ensayos «Aventuras de la no historia» que incursionan en rompecabezas  tales como la identidad del Preste Juan y sugieren respuestas. Sus ensayos históricos anteriores fueron investigados rigurosamente, incluso cuando se publicaron en revistas, felices de ofrecer la ficción como un hecho. Más tarde, los ensayos se vieron obstaculizadas por la falta de recursos en las bibliotecas de las ciudades pequeñas, donde Davidson vivía en la era pre-Internet, pero están animadas por su estilo y fuerte especulación.
La obra de Davidson está marcada por un fuerte interés en la historia, con tramas que giran alrededor de lo que al principio parecen eventos menores. Sus personajes son inusualmente profundos para el género fantástico, y frecuentemente están enriquecidos por su oído para acentos inusuales, y su aparentemente infinita habilidad para dar a cada uno sus propias características de lenguaje.
Sin embargo las características más obvias de Davidson son sus argumentos y estilo. Muy poco puede suceder en una historia de Davidson, pero él se regocija describiéndolo con enorme detalle. Ocultos entre los detalles hay hechos u omisiones que al final de la trama demuestran ser los guijarros que desatan una avalancha de grandes consecuencias. Especialmente en sus últimos trabajos, se divierte introduciendo deliberadamente que a los escritores noveles se les enseña a evitar, como largas páginas de oraciones con media docena de dos puntos y puntos y coma, o una digresión irrelevante en la primera página de un cuento. Estos detalles suelen tener éxito a fuerza de pura audacia,  tanto como la comedia que se desarrolla a través de muchas de sus obras más ambiciosas. En general, la actitud de Davidson  es similar a la de los autores del siglo XIX: se da por sentado que los lectores están ahí para divertirse, y que lo seguirán dondequiera que se le ocurra ir.

## Obras
Serie del Doctor Eszterhazy
Las aventuras del Dr. Eszterhazy, Owlswick Press, 1990; incluye todas las historias de la serie menos una.
«The Odd Old Bird» en The Other Nineteenth Century (El otro Siglo XIX)
Serie Limekiller series
Limekiller, Old Earth Books, 2003.
Serie Vergil Magus
El fénix y el espejo, Doubleday, 1969; primera novela de Vergil Magus
Vergil en el Averno,  Doubleday, 1987; segunda novela de Vergil Magus
La figura escarlata, o poco a poco a través de una tierra de piedra; Rose Press, 2005, tercera novela de Vergil Magus
«El otro Magus» en Edges, editado por Ursula K. Le Guin y Virginia Kidd, Pocket Books; Berkley paperback, 1980
«Vergil y el pájaro enjaulado» Amazing, enero de 1987
«Virgilio y los Dukos: Hic inclusus Vitam Perdit, o las imitaciones del Rey» Asimov's, septiembre de 1997, pp. 102–113
V«ergil Magus: rey sin tierra» con Michael Swanwick, Asimov's, julio de 1998
Serie Peregrine
Peregrine: Primus, Walker, 1969
Peregrine: Secundus, Berkley paperback, 1981
Novelas
Choque de los reyes estelares, Ace double, 1966
El enemigo de mi enemigo, Berkley paperback, 1966
La isla bajo la tierra, Ace paperback, 1969
El reino Kar-Chee, Ace double, 1966
Maestro del laberinto, Pyramid paperback, 1965
Motín en el espacio, Pyramid Books, 1964
Rogue Dragon, Ace paperback, 1965
Rork!, Berkley Medallion paperback, 1965
Ursus de Ultima Thule, Avon paperback, 1973
Con Grania Davis
El amo en el muro: tratado sobre la mansión del demonio, Tachyon Publications, 1998
Marco Polo y la bella durmiente, Baen Books paperback, 1987
Con Harlan Ellison
Por Cristóbal a la locura, Knight Magazine, 1965
con Ward Moore
Joyleg, Pyramid paperback, 1962
Colecciones
O todos los mares con ostras Berkely Books, 1962
Mares e historias extrañas, Doubleday, 1971
Aventuras en sin historia, Owlswick Press, 1993
El tesoro de Avram Davidson, Tor, 1998
Las investigaciones de Avram Davidson, Owlswick Press, 1999
Todos tienen a alguien en el cielo, Devora Publishing, 2000
El otro siglo XIX, Tor, 2001
Libros Ellery Queennovelas escritas sobre extractos de Frederic Dannay, uno de los primos que creó a Ellery Queen.
Y en el octavo día, Random House, 1964
El cuarto lado del triángulo, Random House, 1965

## Citas
- «Davidson era un escritor fino, fino.» —Gene Wolfe

## Lectura adicional
- Avram Davidson Treasury: a tribute collection, introducción por Guy Davenport. (1998)